# Осінторф
О́сінторф (біл. Асінторф) — агромістечко, у Вітебській області Білорусі, у Дубровенському району.
В агромістечку працює торфозавод.
| Білорусь | Це незавершена стаття з географії Білорусі. Ви можете допомогти проєкту, виправивши або дописавши її. |